# Oragua alvarengai
Oragua alvarengai är en insektsart som beskrevs av Young 1977. Oragua alvarengai ingår i släktet Oragua och familjen dvärgstritar. Inga underarter finns listade i Catalogue of Life.